# Bétheny
Bétheny är en kommun i departementet Marne i regionen Grand Est (tidigare regionen Champagne-Ardenne) i nordöstra Frankrike. Kommunen ligger i kantonen Reims 4e Canton som tillhör arrondissementet Reims. År 2022 hade Bétheny 7 030 invånare.

## Befolkningsutveckling
Antalet invånare i kommunen Bétheny
| Referens: INSEE |